# بخش باشاو، شهرستان براون، مینه سوتا
بخش باشاو (به انگلیسی: Bashaw Township) یک منطقهٔ مسکونی در ایالات متحده آمریکا است که در شهرستان براون، مینه‌سوتا واقع شده‌است.
 بخش باشاو ۹۲٫۶ کیلومتر مربع مساحت و ۲۴۳ نفر جمعیت دارد و ۳۲۰ متر بالاتر از سطح دریا واقع شده‌است.